# Legislativní pravidla vlády
Legislativní pravidla vlády jsou vytvořena za účelem sjednocení postupu ministerstev a jiných ústředních orgánů státní správy při přípravě právních předpisů a mají přispět ke zvýšení úrovně tvorby právního řádu.
Legislativní pravidla vlády ČR upravují:
- postup Vlády ČR, její Legislativní rady, ministerstev a jiných ústředních orgánů státní správy při tvorbě a projednání připravovaných právních předpisů,
- požadavky týkající se obsahu a formy připravovaných právních předpisů (legislativní technika).

## Historie
Legislativní pravidla vlády, schválená usnesením vlády ze dne 19. března 1998 č. 188, byla změněna usnesením vlády ze dne 21. srpna 1998 č. 534, usnesením vlády ze dne 28. června 1999 č. 660, usnesením vlády ze dne 14. června 2000 č. 596, usnesením vlády ze dne 18. prosince 2000 č. 1298, usnesením vlády ze dne 19. června 2002 č. 640, usnesením vlády ze dne 26. května 2004 č. 506, usnesením vlády ze dne 3. listopadu 2004 č. 1072, usnesením vlády ze dne 12. října 2005 č. 1304, usnesením vlády ze dne 18. července 2007 č. 816 a usnesením vlády ze dne 11. ledna 2010 č. 36, usnesením vlády ze dne 14. prosince 2011 č. 922, usnesením vlády ze dne 14. listopadu 2012 č. 820, usnesením vlády ze dne 15. prosince 2014 č. 1050, usnesením vlády ze dne 3. února 2016 č. 75 a usnesením vlády ze dne 17. ledna 2018 č. 47.

## Kontroverze
Legislativní pravidla vlády je poměrně rozsáhlý dokument (70 stran včetně příloh), který se často mění (15 změn za 20 let, stav 2018). Občas se vyskytují stížnosti, že tento závazný postup není dodržován.